# 圍頭人

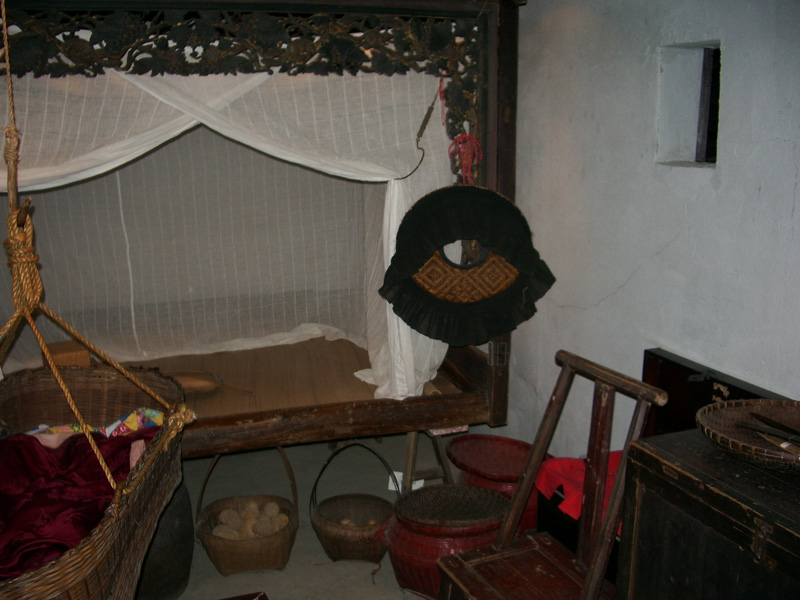
香港歷史博物館展示出圍頭人的相關文物

圍頭人是廣府民系的一個分支，分佈於原寶安縣（今分屬香港及深圳）一帶之圍村，故稱圍頭人。其自宋朝起已在地定居，一村多只有一個家族、單一姓氏。
圍頭其實是為了區別于客家而定義的一個民系。清朝初年的遷界令使得客家人遷入廣州府新安縣（今屬深圳市和香港特別行政區），在本屬圍頭原住民之地定居。圍頭人與客家人由於土地利益分配之爭，加上語言、風俗不同而產生磨擦，爆發了土客械鬥——此處「土」指圍頭人，而「客」指客家人。圍頭人與客家人都各自建造圍村，以防禦械鬥。
《展拓香港界址專條》簽訂時，八成香港本地人是圍頭人，他們的擁地權益受香港基本法保障，香港歷史博物館常設展中亦設有關於圍頭人的文物。

## 深圳圍頭
即為深圳原居民，多數於北宋年間遷入。今日不少原居民圍村有六百多年歷史，村名原本大都有「圍」字，最出名者如莊氏皇崗、水圍，何氏筍崗，文氏松崗、崗廈，蔡氏蔡屋围，黃氏沙頭上沙、下沙、福田、上梅林（又名大圍村），歐氏沙咀，溫氏沙尾，簡氏新洲，楊氏章閣以及上埗向東圍等。又有現定居清湖之廖氏（自稱廖仲傑後人）、現定居羅湖湖貝之張氏（自稱張九齡後人）等家族。

## 圍頭話
圍頭話是深圳原居民及香港新界原居民的语言，屬粵語莞寶片，與東莞話、廣州話同屬於粤語，較接近東莞話，與廣州話亦能大致相通。香港人往往以「本地人」（英語：Punti）來特指圍頭人。周潤發曾於喜劇電影《我愛扭紋柴》內扮演一個圍頭人角色，電影內曾多次出現圍頭話對白。